# 53-65KE

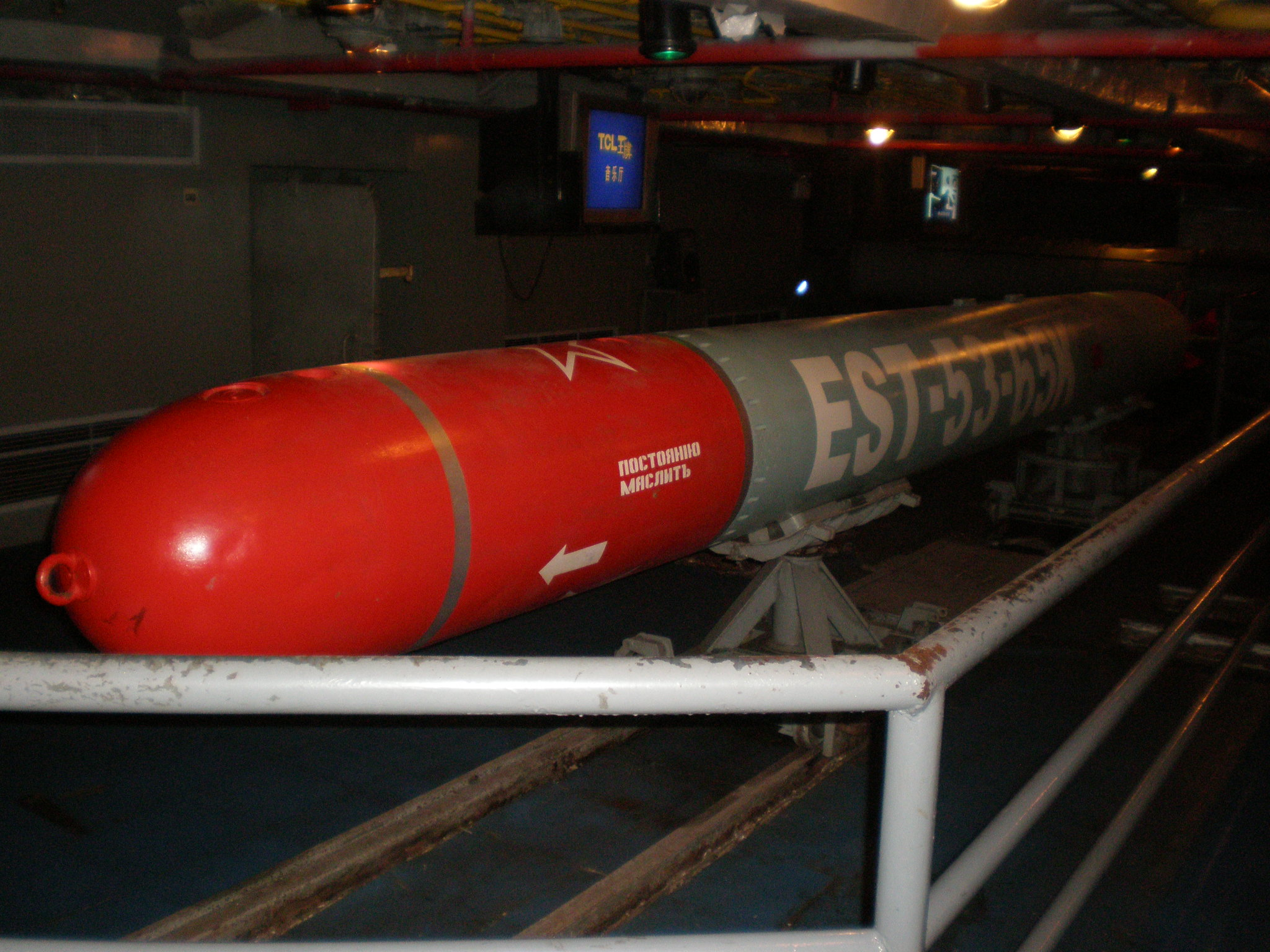

53-65KE는 러시아의 21인치(533mm) 중어뢰이다. 천안함 침몰당시 행방이 묘연했다는 북한의 상어급 잠수함 2척에 장착되었을 것으로 보이는 어뢰이다. 1990년대 중국이 러시아에서 킬로급 잠수함 4척과 이 어뢰를 수입했다.
러시아의 53식 어뢰의 하나이다. 53이란 533mm 직경을 의미한다.
천안함의 지진파에는 TNT 180 kg의 폭발력이 감지되었는데, 북한 반잠수정의 경어뢰의 TNT 중량은 50 kg이다. 53-65KE 어뢰의 TNT 중량은 300 kg이다.
미국 레이시온의 마크 48 어뢰와 같이 1960년대에 실전배치되었다.
천안함 사건에서는 폭발 직전 7분이 의문이라고 하는데, 1984년 출판되어 영화로도 제작된 톰 클랜시의 베스트셀러 잠수함 소설인 붉은 10월호에서는 미국과 소련간에 21인치 어뢰를 사용한 잠수함 전투를 그리고 있다. 그 소설에는 러시아 잠수함이 21인치 어뢰를 6분 거리인 10 킬로미터 거리에서 발사하여, 상대방 잠수함에 폭발 6분 전부터 비상이 걸리는 모습이 나온다.

## 같이 보기
- 마크 48 어뢰 - 미국산 21인치 어뢰
- 백상어 - 한국산 21인치 어뢰
- 89식 어뢰 - 일본산 21인치 어뢰